# База Спайкер
Авиабаза Маджид аль-Тамими (ранее — аэродром Аль-Сахра, при Саддаме Хусейне) — военный аэродром, расположенный недалеко от города Тикрит в северной части Ирака. Официальное современное название — Авиационная академия Тикрита. База находится примерно в 170 км к северу от Багдада и в 11 км к западу от реки Тигр.
До 2003 года аэродром Аль-Сахра являлся основной учебной базой Военно-воздушной академии Ирака. Во время вторжения США в Ирак в 2003 году база была захвачена морскими пехотинцами из оперативной группы «Триполи» и впоследствии передана Сухопутным войскам США. Американские военные использовали базу как штаб Объединённой дивизии Север (USD-N, United States Division – North), ранее известной как Многонациональная дивизия Север (MND-N, Multinational Division – North).
Аэродром оборудован двумя основными взлётно-посадочными полосами длиной 2900 метров (9600 футов), а также одной укороченной полосой длиной 2200 метров (7200 футов).
После оккупации американские военные переименовали аэродром в честь капитана ВМС США Майкла Скотта Спайкера, погибшего в Ираке в ходе войны в Персидском заливе в 1991 году. Он стал первым американским военнослужащим, погибшим в этом конфликте.

## История
База была одним из нескольких аэродромов ВВС Ирака в середине 1970-х годов, которые были перестроены в рамках проекта «Супербаза» в ответ на опыт арабо-израильских войн 1967 и 1973 годов.

### Американское присутствие (2003—2011)
Во время начала войны в Ираке в 2003 году основная взлетно-посадочная полоса и некоторые рулежные дорожки были перерезаны в результате попадания бомб, а большая конструкция главного ангара была разрушена. Остатки другого большого ангара рядом с ним сгорели в результате сильного пожара в июле 2003 года. Первоначальным подразделением, взявшим под свой контроль базу, был 14-й инженерный батальон Ако, 555-я инженерная группа, 1-10-й кавалерийский полк 4-й пехотной дивизии. Затем на второй неделе войны база была передана 4-й авиационной бригаде 4-й пехотной дивизии.
Первоначально американцы окрестили базу Передовой Базой Логистики (FLB) Сикамор, но позже название было изменено на Передовую Оперативную Базу Спайкер, а затем на Резервную Оперативную Базу Спайкер. Название было изменено в честь Скотта Спайхера, американского пилота, сбитого в 1991 году во время войны в Персидском заливе.
Американские солдаты, гражданские лица и подрядчики имели доступ к различным удобствам во время американского присутствия на базе. На базе была большая почтовая биржа (PX), а также несколько американских ресторанов быстрого питания, включая Subway, Burger King и Pizza Hut.

### Гражданская война в Ираке
К середине июня 2014 года Тикрит был захвачен боевиками «Исламского государства Ирака и Леванта» (ИГИЛ). Курсанты иракских ВВС сообщили, что многие офицеры лагеря бежали при приближении ИГИЛ, и в результате несколько тысяч шиитских курсантов и других военнослужащих бросили свою форму и направились в сторону Багдада. В нескольких милях от лагеря они столкнулись и были взяты в плен примерно пятьюдесятью боевиками ИГИЛ на бронетехнике. Около 1700 захваченных курсантов были расстреляны. На видео, опубликованном ИГИЛ в июле, показаны казни, совершенные в нескольких местах, включая расстрел курсантов в окопах и последующее бросание тел в реку Тигр. В начале сентября были замечены плавающие на поверхности трупы. Очень немногим удалось уйти целым и невредимым и выжить.
Летом 2014 года велась борьба за базу Спайкер. В июне газета Daily Telegraph сообщила, что Спайкер в какой-то момент находился под контролем ИГИЛ, но, согласно более поздним сообщениям, ИГИЛ так и не захватило аэродром.
17 июля, после поражения иракской армии в первом сражении при Тикрите, повстанцы начали штурм лагеря, где были осаждены около 700 правительственных солдат и 150 иранских или иракских шиитских ополченцев. В штурме участвовали снайперы и смертники, боевикам быстро удалось добраться до взлетно-посадочной полосы, после чего в бой вступил иракский спецназ. Всю ночь базу бомбили и обстреливали из миномётов. К утру следующего дня, по разным данным, рухнул последний котел правительственных войск. Также было убито не менее 25-35 повстанцев. Иракские силы попытались спасти самолёты, вылетев на них, но, по данным ИГИЛ, 8-9 вертолётов были уничтожены на земле или сбиты, а также уничтожено несколько бронемашин. Иракская армия опровергла предполагаемый захват базы солдатами с передовой, сообщив, что Спайкер все ещё находится под их контролем, только трое солдат были убиты, один вертолёт уничтожен и два повреждены. Житель Тикрита также сообщил о продолжающихся боях вокруг базы. Двумя днями позже военные сообщили, что иракский спецназ вновь взял базу под контроль.